# Herbert Hirche
 Herbert Hirche  (* 20. Mai 1910 in Görlitz; † 28. Januar 2002 in Heidelberg) war ein deutscher Architekt, Innenarchitekt, Möbel- und Produktdesigner sowie Hochschullehrer und -rektor.

## Leben
Nach einer Tischlerlehre und Wanderschaft in den Jahren 1924 bis 1929 studierte Herbert Hirche von 1930 bis 1933 am Bauhaus in Dessau und in Berlin. Zu seinen Lehrern gehörten unter anderem Wassily Kandinsky und Ludwig Mies van der Rohe, in dessen Büro in Berlin er von 1934 bis 1938 als Mitarbeiter tätig war.
Von 1939 bis 1945 arbeitete Hirche für Egon Eiermann, nach 1945 für Hans Scharoun. Von 1945 bis 1948 war er Hauptreferent beim Planungsamt für den Wiederaufbau der Stadt Berlin. Im Jahr 1948 wurde er als Professor für Angewandte Kunst an die Hochschule für angewandte Kunst in Berlin-Weißensee berufen, die er jedoch 1950 wegen der „Formalismusdebatte“ verließ. Hirche war seit 1950 Mitglied im Deutschen Werkbund und seit 1959 im Verband Deutscher Industrie Designer, dessen Präsident er von 1960 bis 1970 war und der ihn anschließend „in Anerkennung seiner Verdienste, seines Engagements für den Berufsstand und das Berufsbild der Industrie-Designer in Deutschland zum Ehrenpräsidenten mit beratender Stimme“ wählte. Von 1951 bis 1952 konzipierte er als Mitarbeiter des Hochbauamts der Stadt Mannheim die Gründung einer Hochschule für Gestaltung; zudem bereitete er den Architekturwettbewerb für das Nationaltheater Mannheim vor, an dem auf seine Initiative auch sein Lehrer Ludwig Mies van der Rohe teilnahm. 1952 wurde er in der Nachfolge des verstorbenen Architekten und Innenarchitekten Karl Wiehl (zeitgleich mit Herta-Maria Witzemann) auf eine Professur für Innenarchitektur und Möbelbau an der Staatlichen Akademie der Bildenden Künste Stuttgart berufen, die er bis 1975 innehatte. Zwei Jahre lang, von 1969 bis 1971, war er Rektor der Akademie. Außerdem gehörte er seit 1961 dem Deutschen Rat für Formgebung an. Liberaler Gesinnung, modernen Kunstströmungen gegenüber aufgeschlossen, Rektor in einer hochschulpolitisch schwierigen Zeit, verlieh ihm 1977 die Stuttgarter Akademie die Ehrenmitgliedschaft. In seiner Laudatio bezeichnete ihn der damalige Rektor, Wolfgang Kermer, als „letzten Bauhäusler vom Weißenhof“.

## Werk

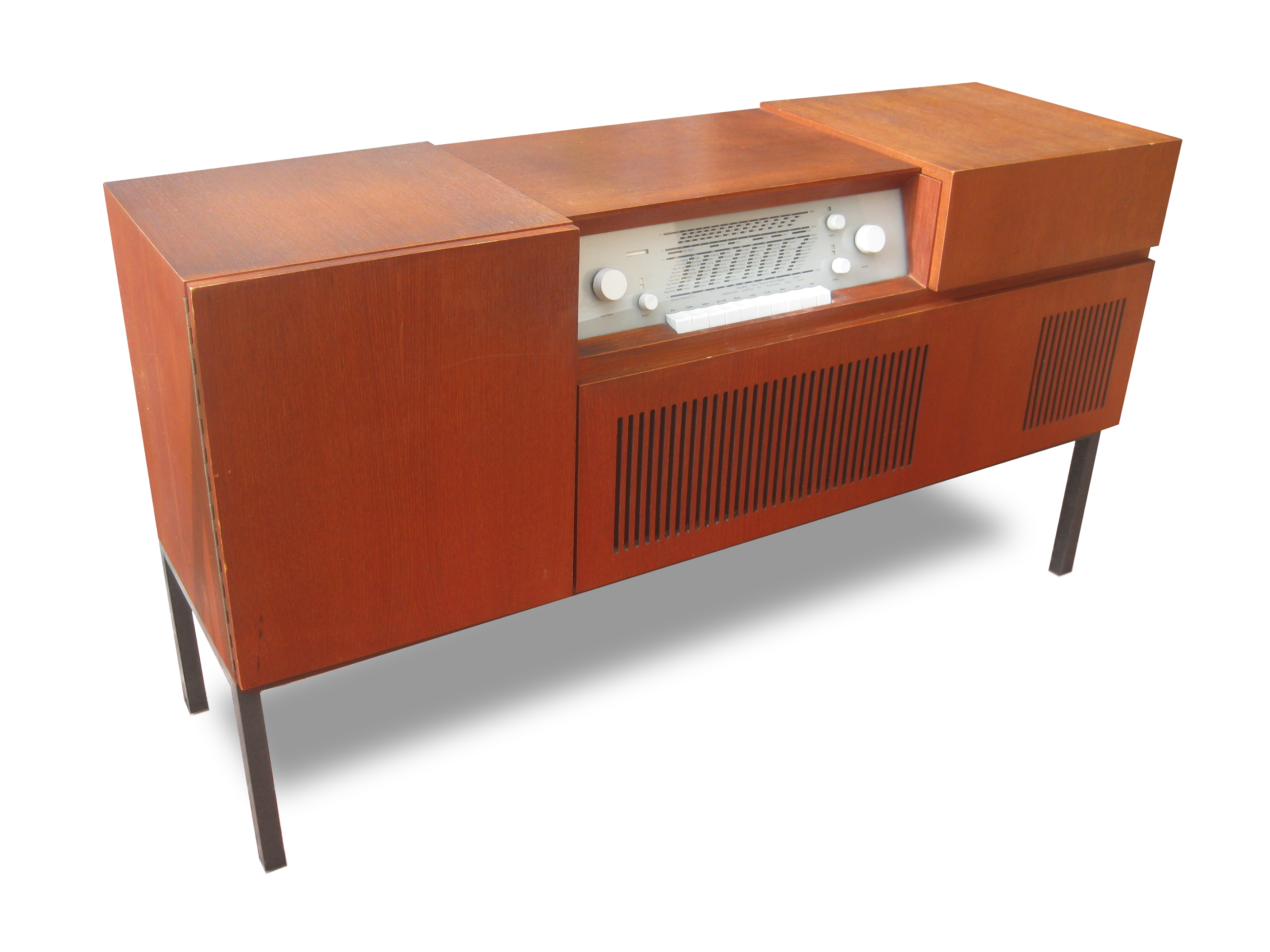
Musikschrank Braun HM 6-81, 1958

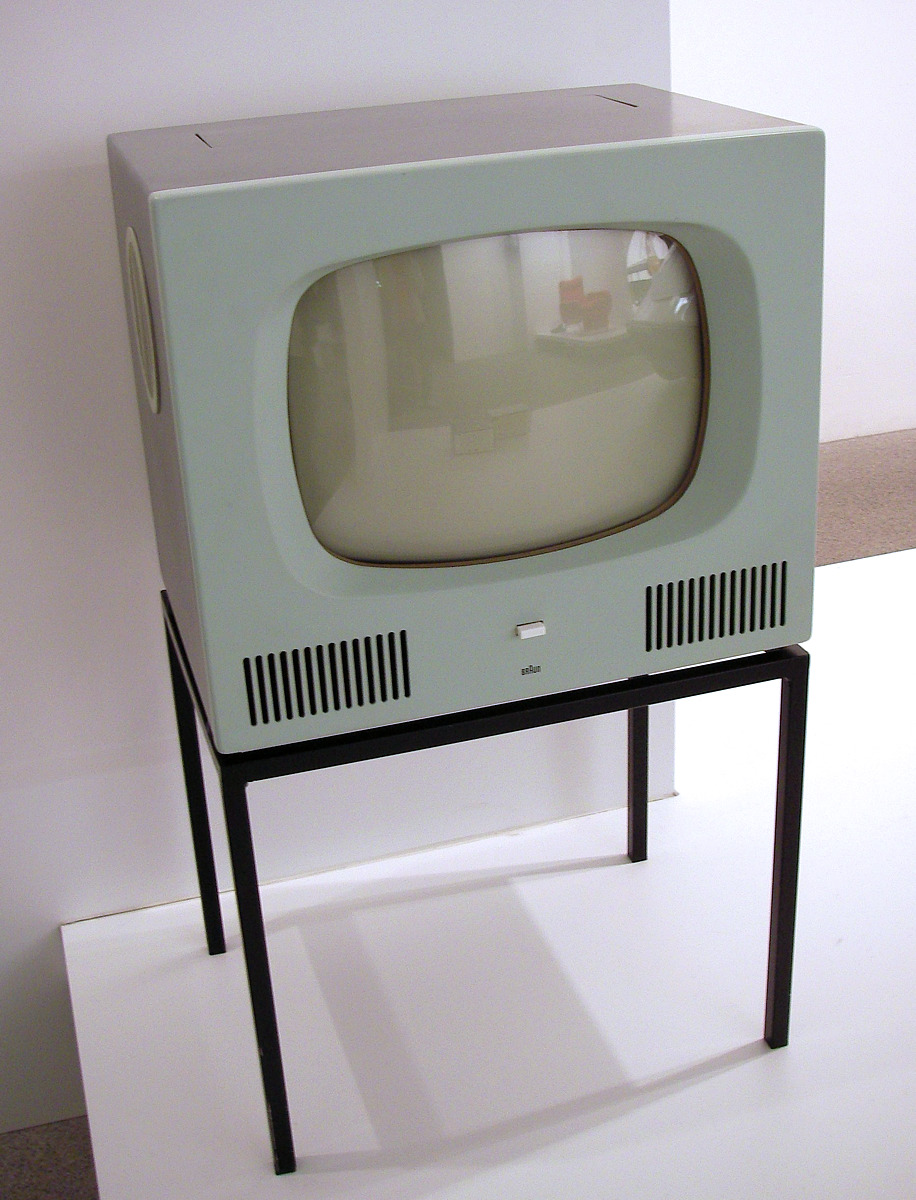
Fernsehgerät Braun HF 1, 1958

Herbert Hirche war stets auch als freischaffender Architekt, Designer und Ausstellungsgestalter tätig. Er hatte großen Einfluss auf die Entwicklung des Produkt- und Einrichtungsdesigns in Deutschland nach dem Zweiten Weltkrieg, wo er die Ideen der Bauhaus-Lehre einbrachte. Er entwarf Möbel und anspruchsvolle Industrieprodukte.
„Wenn etwas selbstverständlich und schön ist, dann ist es ein gutes Design.“
Als das Unternehmen Braun sich designorientiert zu platzieren begann, beauftragte sie neben Hans Gugelot auch Herbert Hirche. Die erarbeitete Designhaltung wurde später von Dieter Rams fortgeführt. Musikschränke von Braun, entworfen von Herbert Hirche, gehörten in den späten 1950er Jahren in jede moderne Villa, viele Architekten empfahlen diese Geräte zur Ausstattung ihrer Gebäude.
Hirches Werk wurde auch auf nationalen und internationalen Messen und Ausstellungen gezeigt. Dazu gehören unter anderem die Triennale Mailand 1957 und die Weltausstellung in Brüssel 1958. Im Jahr 1964 wurden Beispiele seiner Arbeiten auf der documenta III in Kassel in der Abteilung Industrial Design gezeigt.
Sowohl seine Architektur, als auch die von ihm gestalteten Möbel und Industrieprodukte zeichneten sich durch Funktionalität und harmonische Proportionen auf der Basis meist kubischer Grundformen aus. Er entwickelte zerlegbare Wohnmöbel- und Büroeinrichtungssysteme, die von den Käufern selbst montiert werden konnten.
Sein Nachlass wird im Werkbundarchiv – Museum der Dinge Berlin aufbewahrt.